# Chrysops plateauna
Chrysops plateauna är en tvåvingeart som beskrevs av Wang 1978. Chrysops plateauna ingår i släktet Chrysops och familjen bromsar. Inga underarter finns listade i Catalogue of Life.